# Gelbe Kaserne

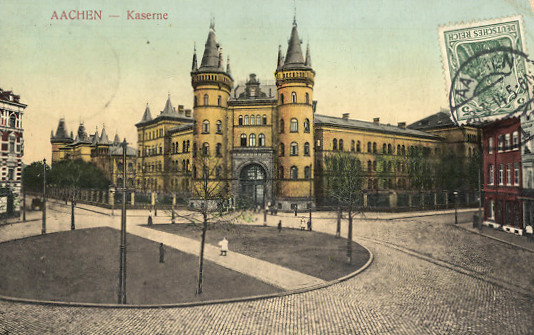
Gelbe Kaserne Aachen vor 1914
Blick vom Elsassplatz

Die Gelbe Kaserne war ein imposanter im wilhelminischen Barockstil erbauter Gebäudekomplex im Ostviertel von Aachen, dessen Name sich auf seine gelbe Klinkerfassade bezieht. Das Bauwerk wurde von der damaligen preußischen Regierung außerhalb des Aachener Stadtkerns errichtet und am 20. September 1882 in Betrieb genommen und in den 1960er-Jahren im Zuge des Baus neuer Wohnkomplexe und der Anlage des Kennedyparks abgebrochen. Im Verlauf ihrer wechselvollen Geschichte war die Gelbe Kaserne abwechselnd von mehreren militärischen Verbänden sowie Polizeieinheiten genutzt worden und diente nach dem Zweiten Weltkrieg als Notquartier für die aus der Evakuierung zurückkehrende Aachener Bevölkerung. Heute sind lediglich acht Säulen aus dem Eingangsbereich verblieben und markieren den Hauptzugang zum Kennedypark.

## Geschichte

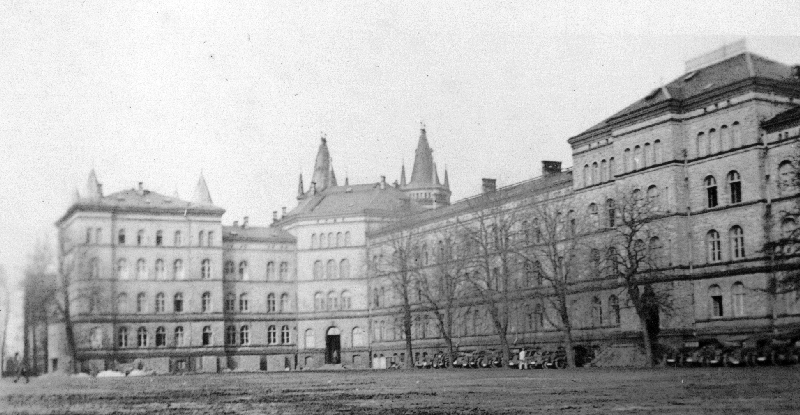
Rückwärtige Ansicht

Als erste Einheiten nach der Eröffnung bezogen zunächst das Bezirkskommando und das I. Bataillon des 5. westfälischen Infanterie-Regiments Nr. 53, welches bereits seit 1877 in Aachen stationiert und auf andere Anlagen verteilt worden war, die Gelbe Kaserne, in der dann ab 1890 auch noch das II. Bataillon Einzug fand. Nach der Verlegung dieser beiden Bataillone Ende 1893 nach Köln-Kalk, rückte am 15. März 1895 das Füsilier-Regiment „Fürst Karl-Anton von Hohenzollern“ (Hohenzollernsches) Nr. 40 in die freigewordenen Kaserne ein. Nachdem wiederum auch dieses im Jahr 1910 nach Rastatt verlegt und als preußisches Regiment dem XIV. badischen Armeekorps zugeteilt worden war, übernahm schließlich das Infanterie-Regiment von Lützow (l. Rheinische) Nr. 25 die Gebäude. Von hier aus wurde dieses Regiment zu Beginn des Ersten Weltkrieges bei der Eroberung von Lüttich mit eingesetzt. Im weiteren Verlauf dieses Krieges musste diese Einheit aber den Verlust von 137 Offizieren und 3.637 Unteroffizieren und Mannschaften hinnehmen.
Gemäß der im Versailler Vertrag festgelegten Bestimmungen wurde das Rheinland nach dem Ersten Weltkrieg entmilitarisiert und im Rahmen der Alliierten Rheinlandbesetzung unter anderem von den Franzosen und Belgiern besetzt. Hierbei übernahmen daraufhin zunächst die Franzosen und später die Belgier unter anderem auch die Gelbe Kaserne, aus der sie aber im Jahr 1929 im Rahmen der Räumung der 2. besetzten Zone wieder abgezogen wurden. Nach einer nunmehr erfolgten gründlichen Restaurierung und Renovierung zog in diesen Gebäudekomplex dann anschließend eine Dienststelle der preußischen Polizei ein. Doch wenige Jahre später, am 7. März 1936, diente sie abermals als Kaserne, diesmal dem Infanterie-Regiment Nr. 39, später 78, der deutschen Wehrmacht.
Wochen vor Beginn des Westfeldzuges im Mai 1940 wurde die deutsche Besatzung der Kaserne erheblich verstärkt, so dass die Unterkunftsmöglichkeiten nicht mehr ausreichten, woraufhin Einquartierungen in Privathäusern der näheren Umgebung erfolgten. In dieser Zeit pflegte die Gelbe Kaserne einmal im Jahr auch einen „Tag der offenen Tür“, um der Bevölkerung den Kasernenalltag näher zu bringen. Bei den Bombenangriffen auf Aachen im August/September 1944 blieb der Gebäudekomplex bis auf kleinere Einschläge relativ unversehrt, lediglich die Proviantstätten und Pferdestallungen wurden weitgehend zerstört.

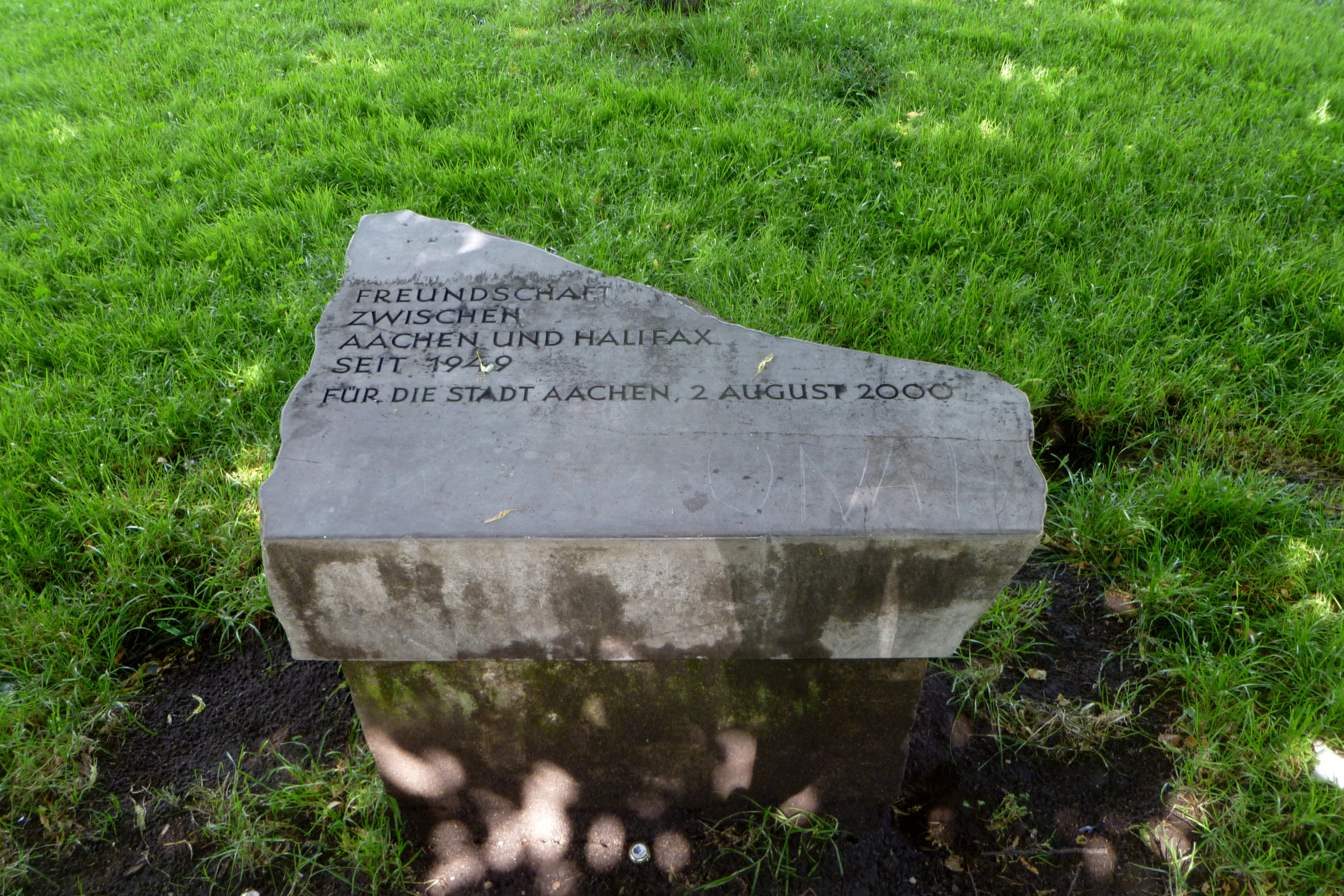
Freundschaftsstein Aachen-Halifax

Nach der Kapitulation Aachens am 20. Oktober 1944 wurde die Kaserne von den Soldaten aufgegeben und diente nun als Notunterkunft für die in Scharen aus der Evakuierung zurückkehrende Aachener Bevölkerung, die auf der Suche nach halbwegs intaktem Wohnraum war. An den vorläufigen Renovierungen des Gebäudetraktes beteiligten sich zwischen 1946 und 1950 unter anderem auch Handwerker aus Halifax in West Yorkshire/England, was zur Freundschaft zwischen beiden Städten führte, woraufhin 1948 Gastfamilien in Halifax rund 60 Aachener Jugendliche als Gäste aufnahmen und was 1979 zur Städtepartnerschaft Aachen-Halifax führte. Sowohl rund 70 bis 80 Familien, als auch das Gemeinschaftsheim „Jugendwohl-Aachen-Gelbe Kaserne“ und später noch zusätzlich 30 kleinere Gewerbebetriebe, Wohlfahrtseinrichtungen und das Polizeirevier 4 fanden nun in der ehemaligen Kaserne eine vorübergehende Bleibe. Da diese aber nicht für reine Wohnzwecke mit kleinen Einheiten erbaut worden war und die sanitären Anlagen und Waschräume nur als Gemeinschaftsräume zur Verfügung standen, gestaltete sich dieses Zusammenleben äußerst schwierig. Erst nachdem im Laufe der 1950er Jahre sich die Wohnungsnot in Aachen durch intensiven Neubau allmählich beruhigt hatte, konnten immer mehr Familien diese Notunterkunft verlassen.

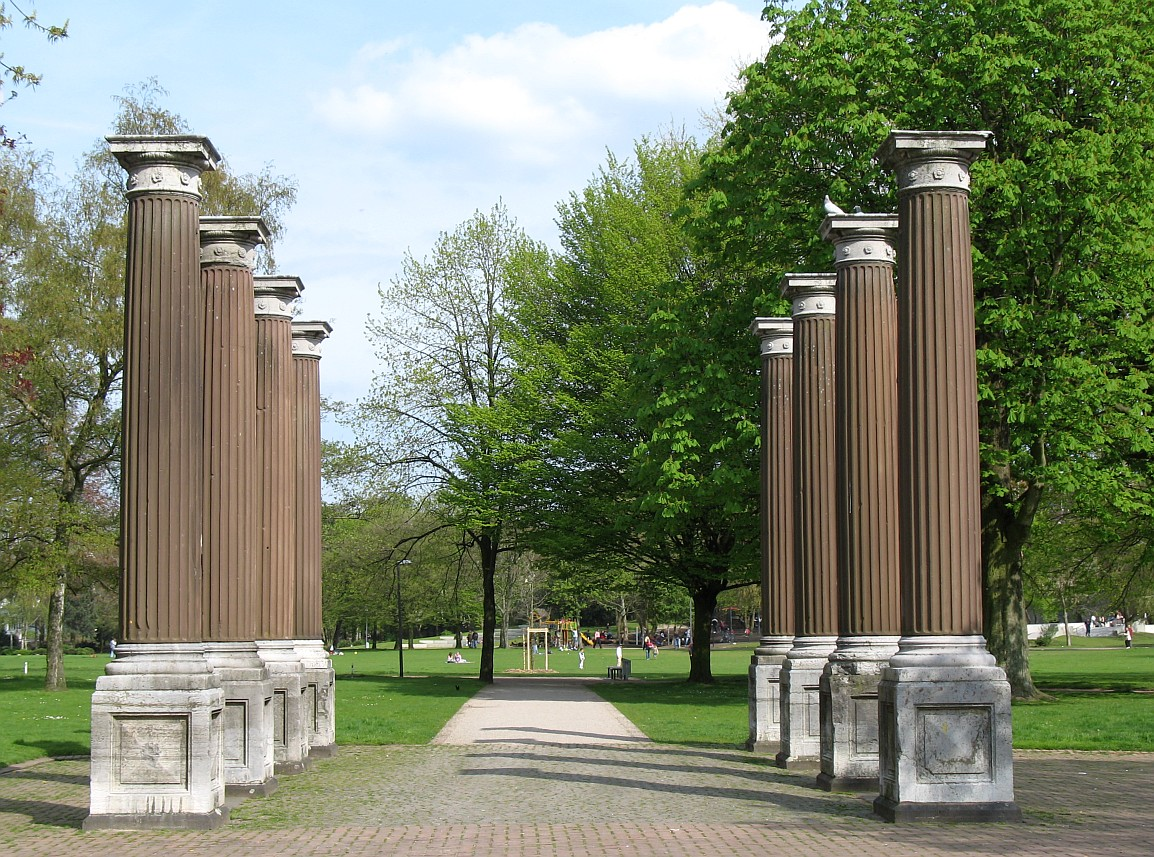
Säulen der Gelben Kaserne

Nachdem Anfang der sechziger Jahre bekannt worden war, dass der Bund als Rechtsnachfolger des Reiches keinen Anspruch mehr auf das ehemalige Kasernengebäude und das umliegende Gelände hegte, kaufte mit Beschluss vom 15. September 1961 die Stadt Aachen das gesamte Areal und beschloss, diese Fläche für zwei neue Wohntürme mit einer neuen Grünanlage, dem späteren Kennedypark, zu erschließen. Da ein kompletter Umbau des Kasernengebäudes in Wohneinheiten kostspieliger war als ein Neubau, begann man 1962/63 mit den ersten Teilabbrucharbeiten der Kaserne, deren letzte Gebäudeteile dann Anfang 1965 endgültig abgeräumt wurden. Lediglich acht Säulen im dorischen Stil aus dem Eingangsbereich ließ man als optischen Zugang zum neu angelegten Kennedypark stehen. Eine dieser Säulen trug in Erinnerung an die Vergangenheit eine Tafel mit der Aufschrift: Diese Säulen bildeten den Toreingang zu den Kasernen, in welchen von 1910 – 1918 das Infanterie-Regiment von Lützow (1. Rhein.), Nr. 25 lag. Im Kampf für Volk und Vaterland ließen im Weltkrieg 1914 – 1918 137 Offiziere, 3.637 Unteroffiziere und Mannschaften in ihrer großen Mehrzahl aus Aachen und Umgebung ihr Leben. Ehre Ihrem Andenken. Aus nicht näher bekannten Gründen wurde zwischenzeitlich diese Tafel in einer Nacht-und-Nebel-Aktion entwendet.
Heute erinnert noch ein sogenannter „Gelber Backsteinweg“ an die ehemalige Gelbe Kaserne, der historische Punkte des Areals miteinander informativ verbindet.